# Clytini
Tribu
Les Clytini forment une tribu d'insectes coléoptères cérambycidés répandus dans le monde entier.

## Morphologie
Les Clytini sont caractérisés par un aspect cylindrique, les cavités cotyloïdes antérieures arrondies et ouvertes en arrière, le prothorax sans épine latérale et les yeux à facettes fines.

Beaucoup d'espèces ont des antennes courtes et certaines aussi des colorations aposématiques jaunes (ou rousses) et noires qui les rendent très semblables à certains hyménoptères aculéates.

## Taxonomie
Les Clytini sont représentés dans le monde entier par plus de 60 genres et presque 1 500 espèces.
En France, Belgique et Luxembourg, ils ne comprennent que les genres suivants,:
- Chlorophorus Chevrolat, 1863
- Clytus Laicharting, 1784
- Cyrtoclytus Ganglbauer, 1881
- Neoclytus Thomson, 1860 (avec Neoclytus acuminatus introduit en France métropolitaine)
- Plagionotus Mulsant, 1842
- Pseudosphegesthes Reitter, 1913
- Xylotrechus Chevrolat, 1860

Le genre Neoclytus est présent aussi dans les Antilles françaises (Guadeloupe) avec l'espèce Neoclytus araneiformis (Olivier, 1795).